# Bandeira da unificação coreana
A Bandeira da unificação coreana é uma bandeira projetada para representar toda a Coreia quando as Coreias do Norte e do Sul participam como uma equipe em eventos esportivos.

## Desenho
O fundo é branco. No centro há uma silhueta azul da Península da Coreia, incluindo a Ilha de Jeju, ao sudoeste, e os Rochedos de Ulleungdo e Liancourt, ao leste, acrescentados em 2003.
Nos Jogos Olímpicos de Inverno de 2018, Ulleungdo e os Rochedos de Liancourt não foram incluídos na bandeira.

## Variações

Península da Coreia e Ilha de Jeju
Península da Coreia, Ilha de Jeju e Ulleungdo
Península da Coreia, Ilha de Jeju, Ulleungdo e os Rochedos de Liancourt